# إدواردو فاريسجا
إدواردو فاريسجا (بالإسبانية: Eduardo Verástegui) هو مغني وعارض وممثل مكسيكي، ولد في 21 مايو 1974 في المكسيك.

## أعمال

### أفلام
- (2014) ابن الرب[5]
- (2015)  شرطي المجمع التجاري 2[6][7]

## وصلات خارجية
- إدواردو فاريسجا على موقع IMDb (الإنجليزية)
- إدواردو فاريسجا على موقع روتن توميتوز (الإنجليزية)
- إدواردو فاريسجا على موقع ألو سيني (الفرنسية)
- إدواردو فاريسجا على موقع ميوزك برينز (الإنجليزية)
- إدواردو فاريسجا على موقع إن إن دي بي (الإنجليزية)
- إدواردو فاريسجا على موقع ديسكوغز (الإنجليزية)
- إدواردو فاريسجا على موقع قاعدة بيانات الفيلم (الإنجليزية)